# Test Drive III: The Passion
Test Drive III: The Passion è il terzo capitolo della serie di simulatori di guida Test Drive. È stato sviluppato e pubblicato da Accolade nel 1990 per MS-DOS.
A differenza dei due capitoli precedenti, questa volta il motore grafico del gioco è completamente poligonale, privo di automobili e altri particolari costituiti da sprite bidimensionali; i cruscotti delle vetture provengono da fotografie digitalizzate di quelli reali. La struttura di gioco è piuttosto aperta e permette di terminare le gare utilizzando diverse scorciatoie o strade scelte dall'utente, alcune delle quali regolamentate da reale segnaletica stradale.
Il gioco rende inoltre possibile guidare la propria auto in diverse condizioni climatiche e orari (notturni o diurni); tra cui sole, pioggia o neve. Indipendentemente da ciò, il giocatore dovrà dare prova delle proprie abilità di guida tenendo un comportamento corretto in strada (pena l'essere fermati e multati da un'auto della Polizia che transiterà  lungo le strade percorse), rispettando i limiti di velocità, i semafori e conducendo il mezzo sulla corsia destra (nonostante l'apertura del gioco a un gameplay tipicamente open world) per evitare scontri fatali con altre automobili.

## Automobili
- Chevrolet Corvette CERV III
- Lamborghini Diablo
- Ferrari Mythos

## Road & Car Disk
Nello stesso anno è stata pubblicata un'espansione, Road & Car Disk, che include nuovi percorsi e due nuove automobili, una Acura NSX e una Dodge Stealth R/T Turbo.